# Гранди, Филиппо
Филиппо Гранди (итал. Filippo Grandi; род. 30 марта 1957, Милан) — политический и дипломатический деятель Италии. С 2016 года —  Верховный комиссар ООН по делам беженцев.
С 2010 по 2014 год — Генеральный комиссар Ближневосточного агентства ООН для помощи палестинским беженцам и организации работ (БАПОР). Ранее занимал пост заместителя специального представителя Организации Объединённых Наций по Афганистану.

## Биография
Родился в Милане, обучался философии в университетах Венеции и Милана, а также в Папском Григорианском университете в Риме. В 1988 году начал свою карьеру в Управлении Верховного комиссара Организации Объединённых Наций по делам беженцев (УВКБ ООН) и служил в различных странах, включая Судан, Сирию, Турцию и Ирак после войны в Персидском заливе. Также возглавлял проведение ряда операций по чрезвычайным ситуациям, в том числе в Кении, Бенине, Гане, Либерии, районе Великих озёр в Центральной Африке, Йемене и Афганистане. С 1996 по 1997 год был полевым координатором гуманитарной деятельности УВКБ ООН в Демократической Республике Конго во время гражданской войны. С 1997 по 2001 год работал в Исполнительном офисе УВКБ ООН в Женеве в должности специального помощника, а затем руководителя аппарата. С 2001 по 2004 год занимал должность главы миссии УВКБ ООН.
В 2004 году поступил на службу в Миссию Организации Объединенных Наций по содействию Афганистану (МООНСА), где с 2004 по 2005 год занимал должность заместителя Специального представителя Генерального секретаря по политическим вопросам. В 2005 году перешёл в БАПОР, сначала в должности заместителя Генерального комиссара, а затем с 2010 года был Генеральным комиссаром до 29 марта 2014 года.
11 ноября 2015 года Генеральный секретарь ООН Пан Ги Мун объявил о своем намерении назначить Филиппо Гранди следующим Верховным комиссаром Организации Объединённых Наций по делам беженцев в 2016 году. С 2019 года является членом Группы высокого уровня Всемирного экономического форума по гуманитарным инвестициям, сопредседателями которой являются Бёрге Бренде, Кристалина Георгиева и Петер Маурер.